# Mahamudu Bawumia
Pour les articles homonymes, voir Bawumia.
Mahamudu Bawumia, né le 7 octobre 1963 à Tamale, est un économiste et homme d'État ghanéen, membre du Nouveau Parti patriotique. Il est vice-président de la République de 2017 à 2025.

## Biographie
Mahamudu Bawumia est née à Tamale, au Ghana, d'Alhaji Mumuni Bawumia et de Hajia Mariama Bawumia. Il est le douzième des 18 enfants de son père et le deuxième des cinq de sa mère.
Mahamudu Bawumia fréquente l'école primaire Sakasaka à Tamale, et est admis à l'école secondaire de Tamale en 1975. Après avoir obtenu son diplôme de l'école secondaire de Tamale, il part au Royaume-Uni, où il étudie la banque.
De 1988 à 1990, Mahamudu Bawumia est chargé de cours en économie monétaire et en finance internationale à l'Emile Woolf College of Accountancy de Londres, en Angleterre. Il est également économiste au département de recherche du Fonds monétaire international à Washington, D.C. aux États-Unis. Mahamudu Bawumia est également représentant résident de la Banque africaine de développement au Zimbabwe.
Il obtient ensuite une maîtrise en économie au Lincoln College d'Oxford et un doctorat en économie à l'université Simon Fraser de Vancouver, en Colombie-Britannique, au Canada en 1995. Ses domaines de spécialisation comprennent la macroéconomie, l'économie internationale, l'économie du développement et la politique monétaire. Il participe à de nombreuses publications.
Mahamudu Bawumia retourne au Ghana en 2000. Il est gouverneur adjoint de la Banque du Ghana.
En octobre 2014, le président Nana Akufo-Addo nomme Mahamudu Bawumia comme colistier en vue de l'élections présidentielle du 7 décembre 2016, que les deux hommes remportent. Ils entrent en fonctions le 7 janvier 2017.
Le 4 novembre 2023, Mahamudu Bawumia est élu à la tête du Nouveau Parti patriotique (NPP) pour l'élection présidentielle de décembre 2024. Il remporte la primaire présidentielle du NPP avec 61,43 % du total des suffrages exprimés devant Kennedy Agyapong (en).
Le 9 juillet 2024, Mahamudu Bawumia nomme Matthew Opoku Prempeh comme colistier pour les élections générales de 2024.